# Trichinella nativa
Trichinella nativa är en rundmaskart. Trichinella nativa ingår i släktet trikiner, och familjen Trichinellidae. Arten är reproducerande i Sverige.